# 大非常線
『大非常線』（だいひじょうせん）は、1976年の日本のテレビドラマ。日本の刑事ドラマのひとつ。
1976年1月23日から3月26日まで毎週金曜日21:00 - 21:54に、 NETにて全10話がカラー・アナログ放送された。

## 内容・解説
通称「デンジャー」と呼ばれる警視庁捜査第五課（架空の部署）に所属する刑事たちの活躍を描く。
視聴率的に苦戦した前番組『燃える捜査網』の終了を受けスタートした。
レギュラー出演者のうち千葉真一、谷隼人、志穂美悦子が役名を変えて前番組から続投したほかスタッフの大半も前番組から続投した。
脚本には、新たに東宝作品に携わっていた小川英率いるジャック・プロダクション陣営が加わった。
『ザ★ゴリラ7』以来、千葉主演のNETにおける金曜21時台の連続ドラマは本作が最後である。

## キャスト
（左：俳優、右：役名、未出演は作品リスト「備考」参照）
- 千葉真一 ： 五代刑事
- 谷隼人 ： 高山刑事
- 川地民夫 ： 井手刑事
- 大門正明 ： 新川刑事
- 井上誠吾 ： 伊丹刑事
- 志穂美悦子 ： 桂木刑事
- ひし美ゆり子 ： 若林刑事
- 北村和夫 ： 相良課長

## 作品リスト
※出演はクレジットタイトルの表記順。
| 話数 | 放送日         | サブタイトル           | 脚本                       | 監督     | ゲスト | 備考  |
| ---- | -------------- | ---------------------- | -------------------------- | -------- | --- | ----- |
| 1    | 1976年 1月23日 | 愛の天使               | 小川英 四十物光男          | 西村潔   | 岡田英次／寺泉哲章、ミッチー・ラブ／モーリン・ピーコック、レスター・ラタイル、山形久美子、今村堅洸／山下恵子、前島誠、羽佐間道夫（ナレーター）／アクション指導 ジャパンアクションクラブ技斗部 日尾孝司／細川俊夫                                                                                     |       |
| 2    | 1月30日        | 誘拐プロフェッショナル | 高久進 新井光              | 江崎実生 | 南原宏治／北川めぐみ、水原麻記／六本木真、三夏伸、弘松三郎、木島一郎／河合弦司、槇ひろ子、江藤昭、山田禅二／竹田將二、佐川二郎、木村修、田川勝雄／角本佳恵、篠部一彦、細沼茂、菊地正孝／小川昌純、鈴木康之、田中信司、羽佐間道夫(ナレーター)／アクション指導 ジャパンアクションクラブ技斗部 日尾孝司 | [ 1 ] |
| 3    | 2月6日         | ダイヤモンドに愛を     | 田波靖男 安斉あゆ子 小川英 | 三堀篤   | 荒谷公之／松平純子／江見俊太郎、長谷川弘／菅野直行、土山登士幸、団厳／ユセフ・オスマン、高品正広、大阪憲、三坂千恵子、伊藤慶子／今井久美子、粕谷多賀子、木村修、羽佐間道夫(ナレーター)／アクション指導 ジャパンアクションクラブ技闘部 日尾孝司                                                       | [ 2 ] |
| 4    | 2月13日        | 必死の逃亡者           | 永原秀一                   | 西村潔   | 今井健二／中島ゆたか／伴直弥／柿沼真二、伊藤利子／鈴木茂、斉藤春元、羽佐間道夫(ナレーター)／アクション指導 ジャパンアクションクラブ技闘部 日尾孝司 | [ 3 ] |
| 5    | 2月20日        | 脱獄の唄               | 田波靖男 安斉あゆ子 小川英 | 村山新治 | 待田京介／西沢利明／水上竜子、西尾三枝子／森章二、夏木章、はやみ竜次／高野隆志、打越章之、松下昌司、塚田末人／細沼茂、富山一徳、羽佐間道夫(ナレーター)／アクション指導 ジャパンアクションクラブ技闘部 日尾孝司、西本良治郎                                                                           | [ 4 ] |
| 6    | 2月27日        | 勇者は誰か             | 小川英 胡桃哲              | 江崎実生 | 郷鍈治／南条弘二、八名信夫／藤山律子、田川勝雄、高木真二／伊東光一、岩城和男、古能成二／山田光一、高月忠、高橋健二、富士乃幸夫／山本緑、黒川一臣、新井真由美、高橋俊一、比良元高／杉本祐司、遠藤重夫、羽佐間道夫(ナレーター)／アクション指導 ジャパンアクションクラブ技闘部 日尾孝司、西本良治郎     | [ 5 ] |
| 7    | 3月5日         | 挑戦                   | 小川英 杉村のぼる          | 山崎大助 | 三浦真弓／加藤和夫／幸田宗丸、ユセフ・オスマン／船渡伸二、桐島好夫、森裕介／安達由紀、麻生龍、広井純、ブライアン／アクション指導 ジャパンアクションクラブ技闘部 日尾孝司、西本良治郎／羽佐間道夫(ナレーター、ノンクレジット)                                                                         | [ 6 ] |
| 8    | 3月12日        | 第三夫人の横顔         | 永原秀一 峯尾基三          | 三堀篤   | 真山知子／上野山功一、斉藤真／藤山浩二、西本良次郎／小貫千恵子、松本柳太郎、富士乃幸夫／細沼茂、藤木あけみ、羽佐間道夫(ナレーター)／アクション指導 ジャパンアクションクラブ技闘部 日尾孝司、西本良治郎                                                                                               | [ 7 ] |
| 9    | 3月19日        | 非常線強行突破         | 高久進 新井光              | 村山新治 | 浜田寅彦／武藤章生、速水亮／幾野道子、大山いづみ／沖田駿一、西本良治郎、高松政男／木村修、松田芳夫、飯塚裕次、吉沢高明／赤津真知子、葛西喜義、鈴木功、羽佐間道夫(ナレーター)／アクション指導 ジャパンアクションクラブ技闘部 日尾孝司、西本良治郎                                                     | [ 8 ] |
| 10   | 3月26日        | 高山刑事死す           | 小川英 田波靖男 安斉あゆ子 | 山崎大助 | 河村弘二／高津住男／内田勝正、溝口舜亮／山田禅二、トニー・セテラ、佐野美智子／北野英二、松下昌司、羽佐間道夫(ナレーター)／アクション指導 ジャパンアクションクラブ技闘部 日尾孝司、西本良治郎 | [ 9 ] |

## スタッフ
※監督・脚本は作品リストを参照
- プロデューサー ： 宮崎慎一（NET）・佐伯明・加藤貢（東映）
- 音楽 ： 内藤孝敏
- 撮影： 相原義晴、吉田重業、藤本茂
- 照明： 石垣敏雄、吉岡伝吉
- 録音： 上出栄二郎、日吉裕治
- 美術： 河村寅次郎、宮国登、森田ふみよし
- 編集： 山口一喜、松谷正雄
- 効果： 阿部作二
- 記録： 伊藤明子、由井寅子→ゆいとらこ、石川和枝
- 助監督： 三村道治、稲垣信明、坂本太郎、小笠原猛、加島忠義
- 進行： 穂鷹一興、沼尾和典、藤田政男、橋本鉄雄
- 計測： 小泉貴一、松井由守
- 装置： 紀和美建
- 装飾： 装美社
- 現像： 東映化学
- 制作： NET・東映

## 音楽
注：オープニングでのタイトルロゴのバックの音楽：『燃える捜査網』のオープニングメインテーマ前の音楽（通りの風景をバックに拳銃が大映しになるシーンのバックの音楽）と同じもの。
オープニングテーマ(一部回のみ)（「グレートマジンガー」の挿入歌「ビューナスAの歌」のインスト版。）
作曲・編曲 - 渡辺宙明
エンディングテーマ「哀愁のスキャット」（「グレートマジンガー」の挿入歌「ジュンの歌」の歌詞を変えて、メロディを流用したもの。）（レコードは日本コロムビアから発売。）
作詞 - 中村しのぶ / 作曲・編曲 - 渡辺宙明 / 歌 -  ほりえみつこ
挿入歌「別れを告げて旅に出る」（「グレートマジンガー」の挿入歌「ビューナスAの歌」の歌詞を変えて、カラオケを流用したもの。）（「哀愁のスキャット」のB面に収録。）
作詞 - 中村しのぶ / 作曲・編曲 - 渡辺宙明 / 歌 - ほりえみつこ

## 媒体
2023年9月13日に全話をDVDのデジタルリマスター版で販売。

## ネット配信
- 2022年12月28日より2023年3月8日まで、YouTube「東映シアターオンライン」から毎週水曜21:00（JST）に1週間の期間限定で無料配信が行われた（第1話は最終配信まで）。2023年8月10日からは同チャンネルの据置枠で、第1・2話が常時無料配信されている。
- Amazon Prime Video（東映オンデマンド）でも有料で配信[10]。

## 前後番組
| NET系 金曜日 21：00 | NET系 金曜日 21：00 | NET系 金曜日 21：00          |
| 前番組              | 番組名              | 次番組                       |
| ------------------- | ------------------- | ---------------------------- |
| 燃える捜査網        | 大非常線            | ベルサイユのトラック姐ちゃん |